# 楊戲
杨戏（3世紀？—261年），字文然。蜀汉犍为郡武阳（今四川省彭山县）人。

## 生平
少年知名，年少時與韓儼、黎韜感情深厚，後來韓儼因痼疾僵臥不起而不被任用，黎韜則因品行問題被免職，楊戲經常幫助他們料理生活，感情一直很好。楊戲被丞相诸葛亮赏识。从州书佐为督军从事，职典刑狱，后为属主簿。
234年，诸葛亮去世后，蒋琬任命他为尚书右选部郎、治中从事史、大将军东曹掾，南中郎将、领建宁郡太守。拜护军监军，出领梓潼郡太守，入为射声校尉。
延熙二十年（257年），隨大将军姜维駐軍至芒水（今陕西西安市周至县南之渭水支流黑河），然而楊戲一向以來都不服姜維，在一次酒后嘲笑侮辱姜維，姜維表面上寬容，內心相當忌恨，因此楊戲隨大軍回歸後被司法彈劾，免官為庶民。景耀四年（261年）病逝，著有《季汉辅臣赞》。

## 軼事
楊戲性格簡單而粗略，對他人少有名不副實的的讚美，對待事物也不超出情感，書寫信件、指令時亦鮮有寫滿。然而楊戲對老朋友情不移，誠心厚待，韓儼、黎韜就是例子。
於擔任東曹掾時，蔣琬跟楊戲時有談話，但其常靜默不答。便有人向蔣琬說：「蔣公您和楊戲對話時，他都不予回應，還態度傲慢，這不會太過分嗎？」蔣琬回答：「每個人不同的個性，就像是各自不同的面貌；當面稱讚卻在背後指責，此自古以來又為人避忌。楊戲如果故意稱讚，便非其本意；但若反駁，即會顯出我的不是，所以才沉默不語，這便是他坦率的表現了。」這也成為日本語成語「十人十色」典故。
譙周早期時才華不被人看重，當時唯有楊戲看重，稱讚說：「我後代子孫最後都不会比譙周這个大个子更有出息。」

## 著作
《季汉辅臣赞》所赞人士
1. 昭烈皇帝刘备
2. 诸葛亮丞相
3. 许靖司徒
4. 关羽云长、张飞益德
5. 马超孟起
6. 法正孝直
7. 庞统士元
8. 黄忠汉升
9. 董和幼宰
10. 邓方孔山
11. 费观宾伯
12. 王连文仪
13. 刘巴子初
14. 糜竺子仲
15. 王谋元泰、何宗彦英、杜微辅国、周群仲直
16. 吴懿子远（吴班元雄）
17. 李恢德昂
18. 张裔君嗣
19. 黄权公衡
20. 杨洪季休
21. 赵云子龙、陈到叔至
22. 辅匡元弼、劉邕南和
23. 秦宓子敕
24. 李严正方
25. 魏延文长
26. 杨仪威公
27. 马良季常、卫文经、韩士元、張存处仁、殷观孔休、习祯文祥
28. 王甫国山、李邵永南、马勋盛衡、馬齊承伯、李福孙德、李朝伟南，龚禄德绪、王士义强
29. 冯习休元、张南文进
30. 程畿季然
31. 程祁公弘
32. 糜芳、士仁、郝普、潘濬

## 評價
陳壽評：「戲性雖簡惰省略，未嘗以甘言加人，過情接物。書符指事，希有盈紙。然篤於舊故，居誠存厚。」“楊戲商略，意在不群，然智度有短，殆罹世難雲。”
蔣琬評價：「人心不同，各如其靣；靣從後言，古人之所誡也。戲欲贊吾是耶，則非其本心，欲反吾言，則顯吾之非，是以默然，是戲之快也。」

## 延伸阅读
[在维基数据编辑]
 《三國志·卷45》，出自陳壽《三國志》